# Енергосервісна компанія
Енергосервісна компанія (ЕСКО, англ. ESCO — Energy Service Company, «Компанія з надання енергетичних послуг») — суб'єкт господарювання, що здійснює енергоощадні заходи повністю чи частково за рахунок власних, позикових або залучених коштів та забезпечує гарантоване досягнення економії паливно-енергетичних ресурсів і води впродовж терміну реалізації енергоощадних заходів.

## Історія
Перша ЕСКО, виникла у Франції понад сто років тому. Ідея полягала в об'єднанні систем опалення кількох багатоквартирних житлових будинків. Об'єднання систем технічно й управлінськи дозволило помітно скоротити загальну вартість опалювальних послуг. ЇЇ швидко запозичили і взялися розвивати кмітливі американці.
Наступний сплеск інтересу до ЕСКО припав на 70-ті роки XX століття, коли питання енергоощадності стало надважливим для Заходу через відоме скорочення видобутку та продажу нафти арабськими країнами. Нарешті, на початку XXI століття ЕСКО почали бурхливо розвиватися в Східній Європі, включаючи пострадянські республіки.
ЕСКО на практиці продемонстрували позитивну стратегію енергоощадності у багатьох країнах світу. Актуальність цієї стратегії особливо зростає в часи здорожчання енергоносіїв, які подекуди перетворюються на політичну зброю.
Сьогодні в Європі прийняті різні типи ЕСКО, і деякі з цих типів фахівці не вважають «чистими» або «справжніми». Так, у Німеччині на початку двотисячних років почали розвиватися подібні моделі на муніципальній основі. Роль ЕСКО в цих моделях виконували відповідні департаменти місцевих адміністрацій, які залучали до справи кошти місцевих бюджетів. Такі «муніципальні ЕСКО» могли менше дбати про чистий прибуток. Завдяки цьому вони розширяли ринок, на який пізніше могли заходити й «класичні» комерційно-орієнтовані компанії. Така модель швидко отримала визнання в постсоціалістичних країнах Центральної та Східної Європи.

## Принцип роботи
ЕСКО є комерційною установою. Надаючи клієнтам можливість економії енергії — і грошей — вона бере за це плату у вигляді частини зекономлених грошей. ЕСКО бере лише частину від зекономленого, тож, обидві сторони опиняються у виграші, а суспільство виграє завдяки загальному (в масштабах міста чи країни) зменшенню енергоспоживання та покращенню екологічної ситуації.
Чим більший обсяг роботи конкретної компанії, тим кращий ефект. Тобто, чим більша витрата енергії на певній території, тим більшу частку цієї енергії вдається зберегти. Співпраця з ЕСКО вигідніша для цілісного житлового масиву, аніж для окремого будинку. А для заводу (чи аеропорту) вона вигідніша, ніж для житлового масиву чи великого офісу.
Досягнувши домовленостей з власником будівлі чи комплексу будівель ЕСКО розробляє план заходів, необхідних для зменшення енергоспоживання. Це може стосуватися стратегії закупівлі й використання енергоносія, або зміни виду енергоносія, або певної перебудови систем опалення, або технологічних інновацій, таких як автоматичне вимикання світла в порожньому приміщенні. Як правило, формується і пропонується комплекс заходів в різних сферах.
Для розробки такого плану фахівці ЕСКО спершу проводять всебічне дослідження технічного й фінансового боку цієї системи (чи систем) опалення, освітлення та водопостачання (яке також потребує енерговитрат). На основі цих досліджень клієнтові пропонують план з прогнозом потенційної економії коштів. Після чого відповідною угодою фіксується, яку частину зекономлених коштів отримає ЕСКО, і як швидко буде повернуто кошти, вкладені в технічні перетворення. Сума може бути фіксованою чи у вигляді відсотків, терміни, як правило коливаються в межах від 5 до 20 років.
Енергосервісні компанії нерідко відстежують роботу оновленої системи, надаючи клієнтові дані щодо отриманої економії енергії та коштів. Якщо економія виходить меншою, ніж передбачалося проєктом, можуть бути розроблені нові пропозиції.

## Запровадження ЕСКО в Україні
9 квітня 2015 року Верховна Рада України ухвалила Закон № 327-VIII «Про запровадження нових інвестиційних можливостей, гарантування прав та законних інтересів суб'єктів підприємницької діяльності для проведення масштабної енергомодернізації».
На момент прийняття Закону в Україні налічувалось близько 77 626 бюджетних закладів. Станом на 25 жовтня 2016 року ця цифра зросла до 79 535. Рівень витрат енергії на їх опалення у 2—3 рази перевищує відповідний рівень витрат на опалення бюджетних установ країн Європейського Союзу. Потенціал енергозбереження таких будівель  може становити від 40 % до 70 % або, в перерахунку на потенціальну економію енергоресурсів, 700 мільйонів кубометрів природного газу на рік. Для їх термомодернізації необхідно залучити від 4.2 до 8.5 мільярдів доларів США, в залежності від досягнутого класу енергоефективності, що дозволить економити до 700 мільйонів кубометрів природного газу на рік. Утім, коштів на впровадження заходів з енергоефективності в бюджеті не передбачається.
За цим законом утеплення таких приміщень, заміна вікон та встановлення лічильників може здійснюватись за рахунок ЕСКО. До прийняття цього закону діяльність ЕСКО в Україні не була законодавчо врегульована.